# El somni d'Àfrica
El somni d'Àfrica (títol original: I Dreamed of Africa) és una pel·lícula estatunidenca dirigida per Hugh Hudson, estrenada el 2000. Ha estat doblada al català.

## Argument
A Venècia, divorciada, Kuki Gallmann viu amb el seu fill Emmanuele. Ella es salva d'un accident de cotxe que trastoca la seva existència. Paolo Gallman, un altre supervivent del drama, li proposa casar-s'hi i marxar amb ell a Àfrica.
A Kenya, sobre les pistes del passat de Paolo, descobreixen una terra fascinant i dura, poblada d'animals magnífics. Tot i que els inicis són difícils, Kuki s'adapta i adopta el seu nou entorn.
Sovint sola, Kuki gestiona el seu ranxo i ha de suportar el seu dia a dia, compassat per les intempèries, la sequera, les malalties i l'adversitat, amb la finalitat de trobar el seu veritable lloc en aquest país, on la principal preocupació és sobreviure…

## Repartiment
- Kim Basinger: Kuki Gallmann
- Vincent Pérez: Paolo Gallmann
- Liam Aiken: Emanuele amb 7 anys
- Garrett Strommen: Emanuele amb 17 anys
- Eva Marie Saint: Franca
- Daniel Craig: Declan Fielding
- Lance Reddick: Simon